# Харви, Кэмпбелл
Кэмпбелл Харви (англ. Campbell Russell “Cam” Harvey; род. 23 июня 1958) — канадский учёный-финансист.

## Биография
Окончил Тринити-колледж Торонтского университета (бакалавр искусств, 1981). Степень MBA получил в Йоркском университете (диплом первой степени, 1983). Степень Ph.D. получил в Чикагском университете по бизнес-финансам (1986).
Работал приглашённым учёным в Совете управляющих Федеральной резервной системы.
В 1999—2005 годах редактор «Review of Financial Studies».
В 2006—2012 годах редактор «Journal of Finance».
В настоящее время профессор финансов Школы бизнеса Фукуа при Университете Дьюка, научный сотрудник Национального бюро экономических исследований в Кембридже, штат Массачусетс. Также является приглашенным исследователем в Оксфордском университете. Он также работает советником по инвестиционной стратегии хедж-фонда Man Group.
Женат, трое детей.
Почётный доктор Шведской школы экономики и делового администрирования «Hanken» (Хельсинки) (1999).